# Aziatische rattenslangen
Aziatische rattenslangen (Ptyas) zijn een geslacht van slangen uit de familie toornslangachtigen (Colubridae) en de onderfamilie Colubrinae.

## Naam en indeling
De wetenschappelijke naam van het geslacht werd in 1843 voorgesteld door Leopold Fitzinger. Er zijn dertien soorten, de meest recent beschreven soort kreeg een naam in 1907.
Er zijn dertien soorten, veel Aziatische rattenslangen behoorden eerder tot andere geslachten, zoals Cyclophis, Ablabes, Entechinus, Liopeltis, Coluber, Zamenis en Opheodrys.

## Verspreiding en habitat
De slangen komen voor in delen van Azië en het Midden-Oosten. Een aantal soorten heeft een groot verspreidingsgebied, andere soorten zijn slechts bekend uit een enkel gebied. Een voorbeeld is Ptyas luzonensis die endemisch is in de Filipijnen. De verschillende soorten leven in de landen Myanmar, Filipijnen, Cambodja, China, India, Bangladesh, Bhutan, Indonesië, Laos, Taiwan, Thailand, Vietnam, Maleisië, Singapore, Brunei, Japan, Maleisië, Afghanistan, Iran en Nepal.
De habitat bestaat uit vochtige tropische en subtropische bossen, zowel in laaglanden als bergstreken. Een vrij hoog aantal soorten tolereert door de mens aangepaste omgevingen zoals plantages.

## Beschermingsstatus
Door de internationale natuurbeschermingsorganisatie IUCN is aan negen Aziatische rattenslangen een beschermingsstatus toegewezen. Zeven soorten worden beschouwd als 'veilig' (Least Concern of LC) en twee soorten als 'onzeker' (Data Deficient of DD).

## Soorten
Het geslacht omvat de volgende soorten, met de auteur en het verspreidingsgebied.
| Naam                                | Auteur          | Verspreidingsgebied |
| ----------------------------------- | --------------- | --- |
| Ptyas carinata                      | Günther, 1858   | Myanmar, China, Indonesië, Laos, Maleisië, Filipijnen, Singapore, Thailand, Vietnam, Cambodja                                                                                            |
| Ptyas dhumnades                     | Cantor, 1842    | China, Vietnam, Taiwan |
| Ptyas dipsas                        | Schlegel, 1837  | Indonesië |
| Ptyas doriae                        | Boulenger, 1888 | China, Myanmar, India |
| Ptyas fusca                         | Günther, 1858   | Indonesië, Brunei, Maleisië, Thailand, Singapore |
| Ptyas herminae                      | Boettger, 1895  | Japan |
| Geelbuikrattenslang (Ptyas korros)  | Schlegel, 1837  | Myanmar, Cambodja, China, India, Bangladesh, Bhutan, Indonesië, Laos, Taiwan, Thailand, Vietnam, Maleisië, Singapore                                                                     |
| Ptyas luzonensis                    | Günther, 1873   | Filipijnen |
| Ptyas major                         | Günther, 1858   | China, Taiwan, Vietnam, Laos |
| Oosterse rattenslang (Ptyas mucosa) | Linnaeus, 1758  | Afghanistan, Bangladesh, Myanmar, Cambodja, China, India, Sri Lanka, Bhutan, Indonesië, Iran, Laos, Maleisië, Nepal, Myanmar, Pakistan, Taiwan, Thailand, Turkmenistan, Rusland, Vietnam |
| Ptyas multicinctus                  | Roux, 1907      | China, Laos, Vietnam |
| Ptyas nigromarginata                | Blyth, 1854     | Nepal, India, Myanmar, Vietnam, Thailand, Bhutan, Bangladesh, China |
| Ptyas semicarinatus                 | Hallowell, 1861 | Japan |